# Kassen & hjertet / En tro kopi
Kassen & hjertet / En tro kopi er det andet opsamlingsalbum fra den danske gruppe Bifrost, udgivet i 1996 på Elap Music. Albummet er, som titlen antyder, en samlet udgivelse af gruppens femte og sjette originale album, Kassen & hjertet og En tro kopi. Albummets numre kommer i samme rækkefølge som på de originale album.